# 파르 브르통

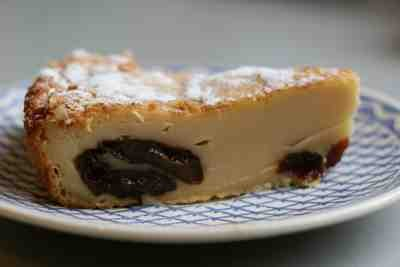

파르 브르통(Far Breton;빠흐 브흐통)은 프랑스 브르타뉴 지방의 대중적 간식이다.
원래 파르 브르통은 "파르"라는 간식군에 속하는 빵인데, 이 "파르"에는 과거 메밀, 소금으로 만들어 육류와 즐긴 "파르 살레"(Far Salé)와 설탕을 넣은 "파르 쉬크레"(Far Sucré)가 있었는데, "파르 살레"는 메밀이 한정적으로 재배된 브르타뉴에서 명맥을 이을 수 있었고, 그와 대비되어 간단히 만들 수 있었던 "파르 쉬크레"는 곧바로 온 대중에게 퍼지게 되었고, 이것이 대중화의 시작이다. 그러면서 이름도 "파르 브르통"으로 바뀌게 되었는데, 만드는 법은 그대로 따른다. 주로 말린 과육(건포도, 자두, 무화과)등을 넣거나 달리하여 견과류를 넣는 경우도 간혹 있다.